# Спорт в Ізраїлі
Спорт в Ізраїлі є важливою складовою частиною суспільної культури. Це визнається на адміністративному рівні: Управління у справах спорту включено до Міністерства науки, культури й спорту Ізраїлю. Серед досягнень ізраїльських спортсменів — перемоги на світових та континентальних першостях і Кубках з баскетболу, дзюдо, вітрильному спорті та шахам. Виступи провідних спортсменів і команд транслюються центральними каналами ізраїльського телебачення. Ізраїль є міждержавним центром єврейського спорту: з 1932 року, тобто за два десятиліття до вступу Національного Олімпійського комітету Ізраїлю в МОК, в країні проводяться «єврейські Олімпійські ігри» — Маккабіада.

## Євреї та спорт
Історично в єврейській культурі склалося негативне ставлення до спортивних змагань. Євреї не брали участь в Олімпійських та інших спортивних іграх давнини, бо це було пов'язане з приношенням дарів язичницьким богам. Негативне ставлення до спортивних змагань посилилося після того, як єврейський народ опинився під владою елліністичної династії Селевкідів, яка серед іншого насаджувала культ людського тіла й спорту. У період римського панування цар Ірод побудував в Юдеї ряд спортивних арен для гладіаторських боїв і спортивних змагань, але загального ставлення це не змінило. Ставлення до спорту як до елліністичної єресі досі збереглося серед частини ультраортодоксальних євреїв.
Ставлення євреїв до спорту почало змінюватися в Середні століття. Маймонід, зокрема, озвучив аналогічну античної точку зору про те, що лише здорове тіло може бути притулком здорової душі. У першій половині двадцятого століття серед прихильників цієї доктрини опинився й перший головний ашкеназький рабин Землі Ізраїлю Кук Аврагам Їцхак.
У XVIII столітті, на зорі розвитку сучасного спорту, з'явилися відомі спортсмени-євреї. Найвідомішим з них доктор Уріель Сімрі називає Даніеля Мендосу, вихідця з Португалії, який був найкращим боксером Англії з 1792 по 1795 рік, чиїм шанувальником був тодішній принц Уельський. 1866 року першим професійним бейсболістом у США став єврей Ліпман Пайк. Канадський єврей Луїс Рубінштейн завоював золоту медаль на неофіційному чемпіонаті світу з фігурного катання в 1890 році. 1898 року доктор Макс Нордау виступив у Парижі з промовою про необхідність «юдаїзму м'язів» (англ. Muscle Judaism). У тому ж році в Берліні був створений єврейський гімнастичний клуб «Бар-кохве» (за твердженням самого Нордау, у відповідь на його заклик). З 1911 року в Палестині і в Європі розвинувся Маккабіанський рух і створюються єврейські спортивні товариства й клуби.

## Спорт в ішуві
Початок розвитку спорту в Ерец-Ісраель зазвичай відносять до 1906 року, коли в Яффі та в Єрусалимі були відкриті гімнастичні товариства. З 1908 року єврейські спортсмени брали участь в місцевих святах. Перші спортивні товариства «Маккабі» на Землі Ізраїлю були створені в 1911 році в Яффі і Петах-Тікві. 1924 року під егідою Гістадрута було створено робочу спортивне товариство «Хапоель». В цей же час засновано й асоційоване з ревізіоністським рухом «Херут» спортивне товариство «Бейтар», а пізніше — асоційоване з національно-релігійним рухом товариство «Еліцур». До початку Першої світової війни увагу спортивних організацій концентрувалася на гімнастиці й легкій атлетиці, але після встановлення британського мандата підвищений інтерес почав викликати й футбол. Першою національною спортивною федерацією стала заснована в 1928 році «Палестинська футбольна асоціація» (івр. התאחדות ארצישראלית לכדורגל). Під її егідою спочатку були зібрані не тільки єврейські команди, які представляли товариства «Маккабі» та «Хапоель», а й арабські та британські команди. Футбольна збірна Палестини брала участь у відбіркових іграх чемпіонатів світу з футболу 1934 і 1938 років, а шахова збірна — у всесвітніх шахових олімпіадах. Жіноча спортивна делегація Палестини, в яку входили представниці товариства «Маккабі», була представлена на Четвертих Всесвітніх жіночих іграх у Лондоні в 1934 році.
Палестинський Олімпійський комітет був створений у 1933 році, але вже в 1932 році у підмандатній Палестині відбулися перші Маккабіанскі ігри, визнані Міжнародним олімпійським комітетом; в них взяли участь 500 єврейських спортсменів з 23 країн. Другі Маккабіанскі ігри (1935 рік) отримали назву «Маккабіада алії», бо більшість учасників з Європи, в тому числі всі 350 членів болгарської делегації, вважали за краще залишитися в Палестині через зростаючого в Європі антисемітизму.
У 1939 році при Єврейській національній раді (івр. ועד לאומי — Ваад Леумі) був створений відділ фізичного виховання, вже після створення Держави Ізраїль перетворений в Управління у справах спорту.
Олімпійський комітет Ізраїлю прийнятий у МОК в 1952 році (перша заявка на членство в МОК, подана в 1951 році, була відхилена); з 2013 року Ізраїльський НОК очолює Ігал Кармі. Через політичні причини Ізраїль, який територіально належить до Азії, послідовно виключався з азійських спортивних федерацій і настільки ж послідовно ставав членом федерацій європейських. Спроба виключити Ізраїль з азійських спортивних змагань була зроблена вже в 1962 році на Четвертих Азійських іграх, коли господар турніру Індонезія відмовила в праві на участь Ізраїлю й Тайваню, попри заперечення МОК і ряду міжнародних спортивних федерацій. Востаннє ізраїльська збірна була допущена на Азійських ігор у 1974 році, коли змагання проходили в Тегерані. 1979 року виключення Ізраїлю з числа країн-учасниць чемпіонату Азії з легкої атлетики призвело до того, що ІААФ тимчасово відмовила цьому змаганні в офіційному статусі.

## Адміністративні органи, спортивні асоціації, підтримка й популяризація спорту
У 2006 році питання культури і спорту в Ізраїлі були передані у відання Міністерства науки і технологій Ізраїлю; в зв'язку з цим його назва була змінена на Міністерство науки, культури і спорту Ізраїлю. В рамках міністерства діє Управління у справах спорту (івр. מינהל הספורט). Управління відповідає за розвиток змагального спорту в Ізраїлі і підтримку спорту для інвалідів, а також надає підтримку місцевим органам влади в організації спортивно-масових заходів. Орієнтовний бюджет Управління у справах спорту на 2010 рік — 81,831 мільйона нових шекелів (близько 22 мільйонів доларів США).
Значні суми на спорт виділяються з надходжень від державних лотерей і тоталізаторів. Тільки в 1997 році понад 45 мільйонів доларів з доходів лотереї-тоталізатора «Тото» були перераховані на потреби спорту, переважно футболу.
Головним центром підготовки ізраїльських спортсменів (особливо, членів Олімпійської збірної), тренерів, спортивних суддів і викладачів фізкультури є Інститут імені Вінгейта в Нетанії, який є світовим лідером в області спортивної медицини.
В Ізраїлі приділяється увага спорту для людей з обмеженими можливостями. Ізраїльська спортивна асоціація інвалідів проводить змагання з баскетболу, тенісу, бадмінтону, волейболу, настільного тенісу, стрільби, кінного спорту, плавання та вітрильного спорту. В Ізраїлі діють дві мережі спортклубів для людей з обмеженими можливостями: «Бейт ха-Лохем» та «Ілан».
У список найбільших спортивних споруд Ізраїлю входять Національний стадіон у Рамат-Гані (40 тисяч глядацьких місць), стадіон «Блумфілд» у Тель-Авіві і стадіон імені Тедді Колека в Єрусалимі (обидва приблизно на 22 тисячі місць), стадіон «Кир'ят-Еліезер» у Хайфі (14 тисяч місць) і палац спорту «Нокія» в Тель-Авіві (10 тисяч місць). В країні також діють легкоатлетичні комплекси в Хадар Йосеф і інституті Уінгейта, ряд тенісних центрів і численні басейни.
Більшість спортсменів в Ізраїлі представляють одне з п'яти великих спорттовариств: «Хапоель» (близько ста тисяч членів), «Маккабі» (30 місцевих клубів, близько 40 тисяч спортсменів), «Бейтар», «Еліцур» або АСА (асоціація студентського спорту). У ряді міст діють місцеві спортклуби, які не входять в національні товариства. Такими, наприклад, є футбольний клуб «Бней Сахнін», який представляє арабське місто Сахнін в Галілеї в ізраїльській Прем'єр-лізі, і рамат-ганський «Ха-Коахо», який також виступає в Прем'єр-лізі і представляє одну з найстаріших єврейських спортивних організацій в світі.
Спорт в Ізраїлі є популярним видом дозвілля; зокрема, як вказує сайт Міністерства закордонних справ, половина жителів країни займається плаванням. В Ізраїлі також найвищий відсоток ліцензованих аквалангістів у світі. Повідомляється про популярність в країні віндсерфінгу, велоспорту і водних лиж, а також місцевого різновиду бойових єдиноборств — крав мага. У країні проводяться «дитячі Олімпіади», які залучають тисячі учасників з десятків населених пунктів (Третя дитяча Олімпіада стартувала 2 травня 2010 року).
Хоча в Ізраїлі немає загальнодоступного спортивного телеканалу, компанії кабельного телебачення надають клієнтам один спортивний канал, який входить в базовий пакет послуг («Спорт-5»), і декілька додаткових каналів за окрему плату. Центральні матчі футбольного чемпіонату та найважливіші виступи ізраїльтян за кордоном зазвичай транслює Перший загальнодержавний телеканал. В Інтернеті ізраїльський спорт висвітлюється на спеціалізованому порталі One. На порталі, зокрема, розміщені сайти Олімпійського комітету Ізраїлю й Асоціації баскетболу Ізраїлю.

## Ігорві види спорту

### Футбол
Футбол в Ізраїлі має більш ніж столітню історію. Перші футбольні клуби на території нинішнього Ізраїлю були створені в першому десятилітті XX століття. 1928 року створена Палестинська футбольна асоціація, яка з 1929 року є членом ФІФА. У тому ж році був розіграний перший Кубок мандатної Палестини з футболу (перемогу здобула команда «Хапоель» з Тель-Авіва). 1932 року було проведено перший регулярний чемпіонат країни, в якому здобула перемогу збірна британської поліції. Перший матч «чиста» (не підпосилена британськими гравцями) збірна підмандатної Палестини провела в 1934 році проти збірної Єгипту, програвши з рахунком 1:7.
В даний час ізраїльський футбол ієрархічно розділений на шість ліг: Прем'єр-лігу (івр. ליגת העל), Національну лігу (івр. ליגה לאומית), першу, другу і третю ліги, причому три останні своєю чергою поділяються на регіональні дивізіони. В цілому в цих лігах грає близько 220 команд. Окрім цього, існують аматорські ліги, в яких переважно грають збірні підприємств.

#### Команди-переможці чемпіонату Ізраїлю
| Команда                        | Чемпіонат Ізраїлю                                                                                                |
| ------------------------------ | --- |
| Маккабі (Тель-Авів)            | 1936, 1937, 1942, 1943, 1947, 1950, 1952, 1954, 1956, 1958, 1968, 1972, 1977, 1979, 1992, 1995, 1996, 2003, 2013 |
| Хапоель (Тель-Авів)            | 1934, 1935, 1938, 1940, 1944, 1957, 1966, 1969, 1981, 1986, 1988, 2000, 2010                                     |
| Маккабі (Хайфа)                | 1984, 1985, 1989, 1991, 1994, 2001, 2002, 2004—2006, 2009, 2011                                                  |
| Хапоель (Петах-Тіква)          | 1955, 1959—1963                                                                                                  |
| Бейтар (Єрусалим)              | 1987, 1993, 1997, 1998, 2007, 2008                                                                               |
| Маккабі (Нетанья)              | 1971, 1974, 1978, 1980, 1983                                                                                     |
| Нордія (Тель-Авів)             | 1947, 1948 |
| Ха-Коах (Рамат-Ган)            | 1965, 1973 |
| Хапоель (Беер-Шева)            | 1975, 1976 |
| Збірна британської поліції     | 1932 |
| Хапоель (Рамат-Ган)            | 1964 |
| Хапоель (Кфар-Сава)            | 1982 |
| Бней-Єгуда (Тель-Авів)         | 1990 |
| Хапоель (Хайфа)                | 1999 |
| Хапоель Іроні (Кір'ят-Шмона)   | 2012 |
| Чемпіонат країни не проводився | 1933, 1939, 1941, 1945, 1946, 1949, 1951, 1953                                                                   |

Футбольні стадіони Ізраїлю
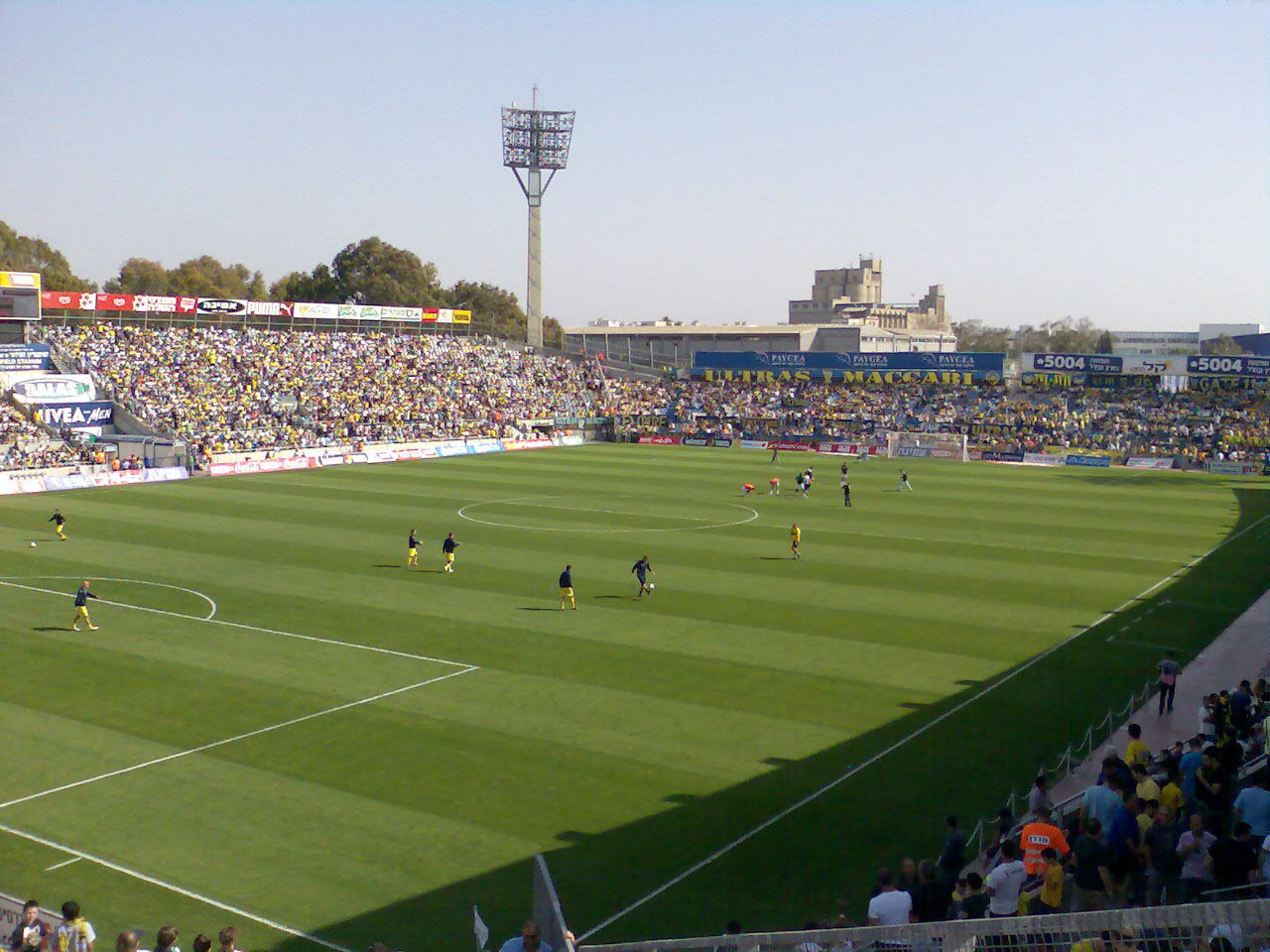
Блумфілд, Тель-Авів
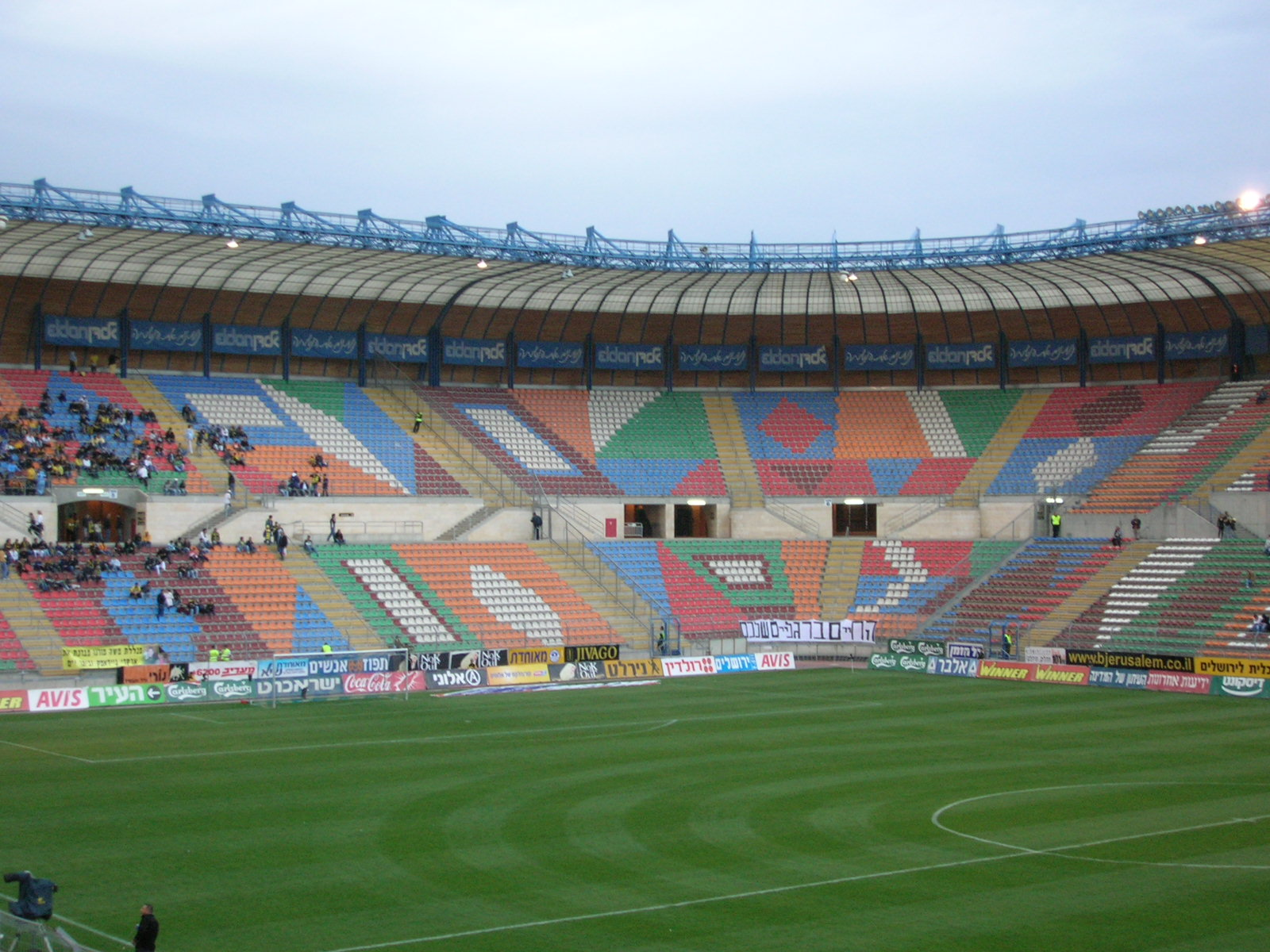
Тедді, Єрусалим
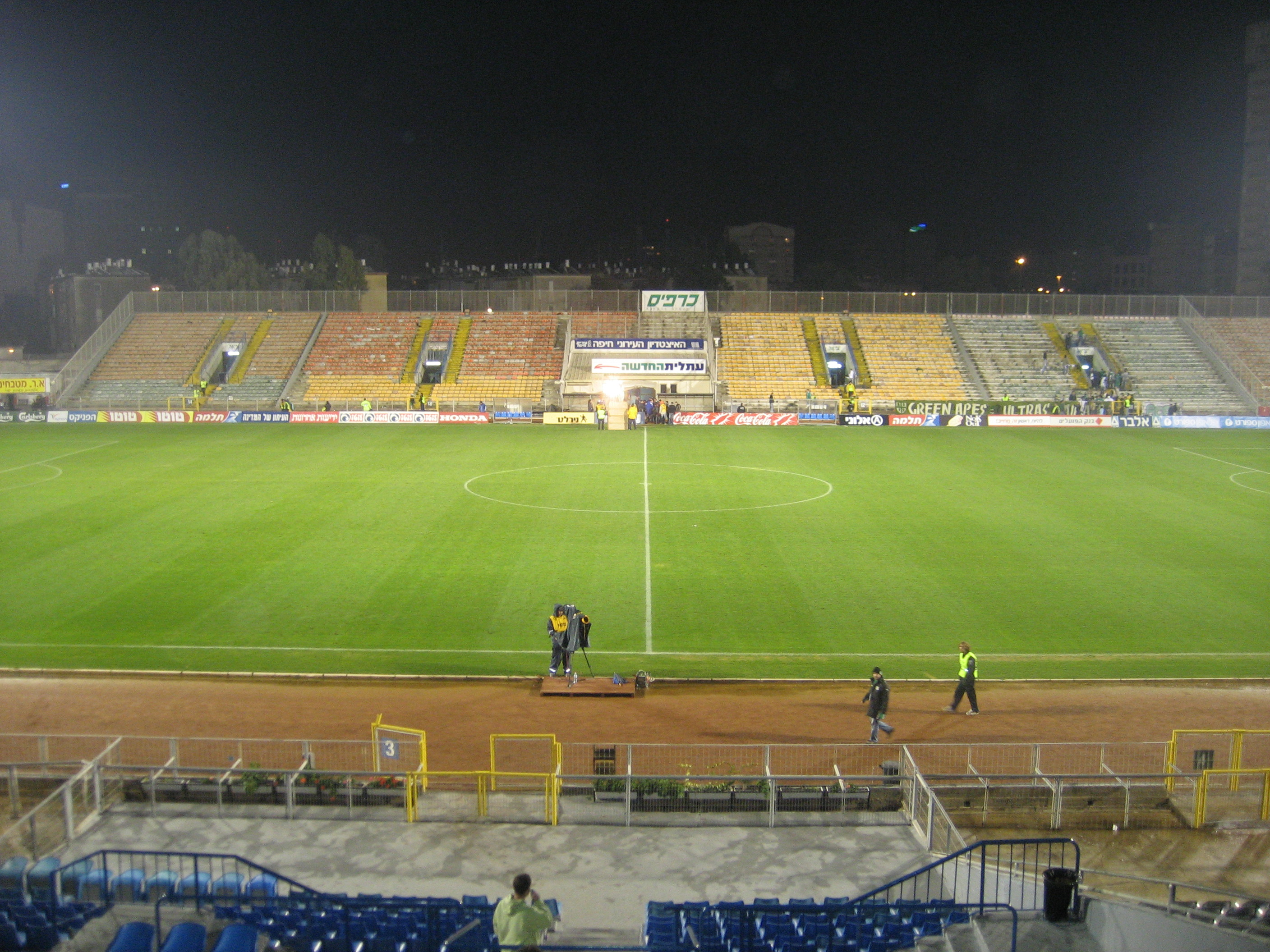
Кір'ят Еліезер, Хайфа
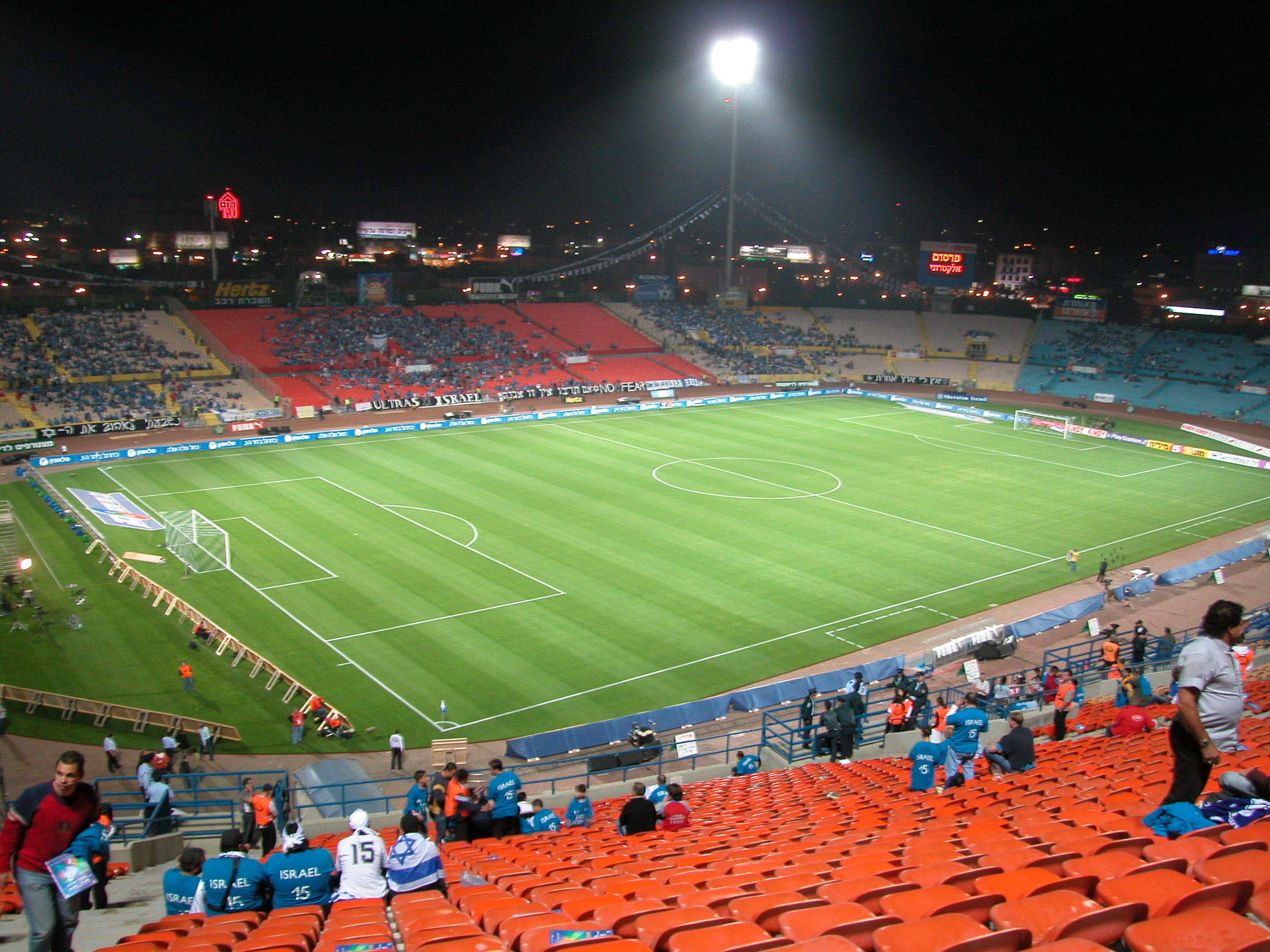
Рамат-Ган

На відміну від більшості видів спорту, ізраїльський футбол тільки в 90-ті роки двадцятого століття остаточно інтегрувався в європейські футбольні структури. З 1956 по початок 1970-х років Асоціація футболу Ізраїлю була членом Азійської конфедерації футболу (АФК), звідки була виключена з політичних причин. Протягом наступних двадцяти років Ізраїль тимчасово брав участь у відбіркових турнірах чемпіонатів світу та Олімпійських ігор в рамках Конфедерації футболу Океанії (ОФК). За період членства в АФК та ОФК збірна Ізраїлю двічі виходила в Олімпійський футбольний турнір, а також до фінальної частини чемпіонату світу 1970 року в Мексиці. 1964 року збірна також виграла Кубок Азії з футболу, який проходив в Ізраїлі (ще в трьох Кубках Азії Ізраїль займав призові місця), а наприкінці 60-х — на початку 70-х років ізраїльські клуби тричі вигравали Азійський клубний чемпіонат.
Починаючи з 1992 року ізраїльські команди регулярно грають в європейських турнірах, однак не досягають в них успіхів, які можна порівняти з досягненнями в Азії. Найкращими результатами за цей період стали друге місце збірної Ізраїлю у відбірковій групі чемпіонату Європи 2000 року (в стикових матчах збірна поступилася команді Данії 0:5, 0:3) і потрапляння хайфського «Маккабі» (1999) й тель-авівського «Хапоеля» (2002) у чвертьфінал європейських кубкових турнірів. Досягненню успіхів на європейській арені не сприяло і те, що в перші роки інтифади Аль-Акси ізраїльські команди за рішенням УЄФА були змушені проводити домашні матчі на нейтральних полях. На відміну від основної збірної країни, молодіжна збірна Ізраїлю (U-21) зуміла досягти фінальної стадії чемпіонату Європи з футболу 2006 року, обігравши у стиковому матчі збірну Франції; у фінальній стадії турніру збірна поступилася в усіх трьох матчах групового етапу. Юнацька збірна Ізраїлю (U-16) завоювала бронзові медалі на чемпіонаті Європи 1996 року.
Особливо можна виділити успіхи окремих представників ізраїльського футболу за кордоном. Автор єдиного гола Ізраїлю на чемпіонатах світу Мордехай «Мотеле» Шпіглер три роки виступав разом з Пеле й Беккенбауером за команду зірок «Нью-Йорк Космос». Інший ізраїльський гравець, Елі Охана, завоював в 1988 році з бельгійським «Мехеленом» Кубок володарів кубків УЄФА. Ізраїльські футболісти ставали чемпіонами Англії, Бельгії, Туреччини та Шотландії. Останніми роками успіхів з європейськими клубами домагалися також ізраїльські тренери: Іцхак Шум у 2004 році завоював з «Панатінаїкосом» чемпіонський титул і Кубок Греції (перший і останній «дубль» команди після 1995 року), а Аврам Грант з лондонським «Челсі» в 2008 році посів друге місце в англійській Прем'єр-лізі і вивів команду у фінал Ліги чемпіонів, де вона поступилася в серії післяматчевих пенальті «Манчестер Юнайтед».
У зв'язку із зовнішньополітичною обстановкою Ізраїль майже не розглядається в якості місця проведення великих футбольних змагань, проте в 2000 році в Ізраїлі пройшла фінальна частина чемпіонату Європи з футболу серед юнацьких збірних (U-16). Окрім цього, в 2013 році в Ізраїлі пройшла фінальна частина чемпіонату Європи серед молодіжних збірних (U-21).

### Баскетбол

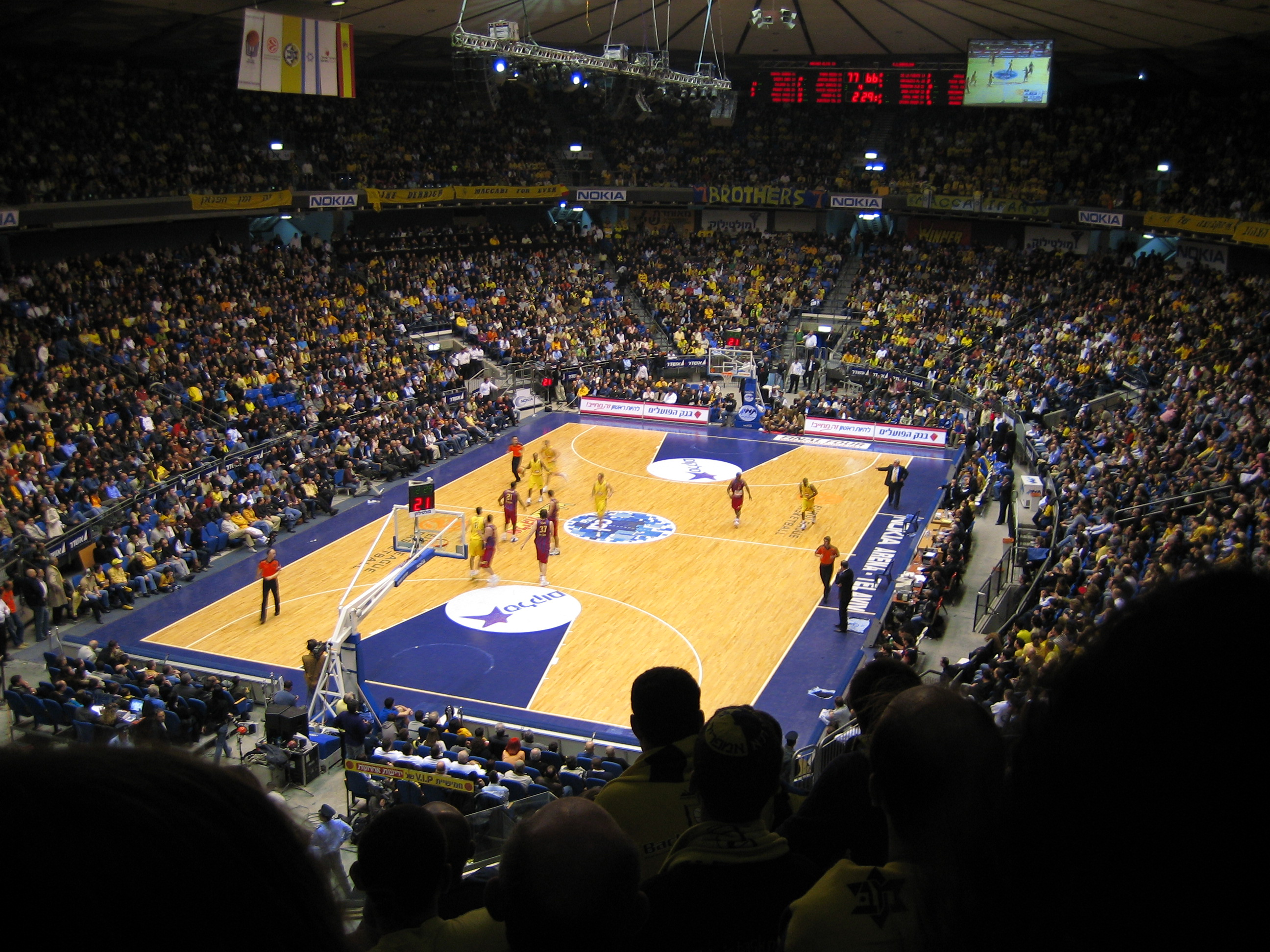
Палац спорту «Нокія» (Тель-Авів): матч «Маккабі» (Тель-Авів) - «Барселона»

Баскетбол, поряд з футболом, один з найпопулярніших в Ізраїлі видів спорту. В Асоціацію баскетболу Ізраїлю, засновану в 1962 році, входять 145 ліг; в Ізраїлі зареєстровані 1650 чоловічих, жіночих і юнацьких баскетбольних команд різних рівнів.
Лідером ізраїльського чоловічого баскетболу є тель-авівський клуб «Маккабі», 50-разовий чемпіон країни і 38-разовий володар Кубка Ізраїлю. Друга за кількістю титулів команда, тель-авівського «Хапоель», в першому десятилітті ХХІ століття з фінансових причин тимчасово покинула вищі дивізіони чемпіонату Ізраїлю. У ці роки стабільну конкуренцію тель-авівському «Маккабі» складає єрусалимський «Хапоель», чотири рази вигравав за цей час Кубок Ізраїлю, а з кінця першого десятиліття XXI століття гетемонія тель-авівського «Маккабі» закінчилася, і чемпіонський титул з 2008 до 2016 року завойовували шість різних команд. У жіночому баскетболі в останні роки домінують клуби з Рамли та Рамат-га-Шаронa.

#### Команди-чемпіони Ізраїлю з баскетболу
| Чоловіки                         | Чоловіки                                                                                |
| Команда                          | Чемпіонат Ізраїлю                                                                       |
| -------------------------------- | --------------------------------------------------------------------------------------- |
| Маккабі (Тель-Авів)              | 1954—1955, 1957—1959, 1962—1964, 1967—1968, 1970—1992, 1994—2007, 2009, 2011—2012, 2014 |
| Хапоель (Тель-Авів)              | 1960—1961, 1965—1966, 1969                                                              |
| Хапоель (Верхня Галілея)         | 1992, 2010                                                                              |
| Хапоель (Холон)                  | 2008                                                                                    |
| Маккабі (Хайфа)                  | 2013                                                                                    |
| Хапоель (Єрусалим)               | 2015                                                                                    |
| Маккабі (Рішон-ле-Ціон)          | 2016                                                                                    |
| Чемпіонат країни не проводився   | 1956                                                                                    |
| Жінки                            |                                                                                         |
| Команда                          | Чемпіонат Ізраїлю                                                                       |
| Еліцкр (Тель-Авів/Холон)         | 1977—1995, 1997                                                                         |
| Маккабі (Тель-Авів)              | 1958—1959, 1964—1968, 1971—1973, 1976                                                   |
| Еліцур (Рамла)                   | 1996, 1998, 2000, 2004—2005, 2007—2008, 2011                                            |
| Хапоель (Тель-Авів)              | 1961—1962, 1969—1970, 1974—1975, 2006                                                   |
| АС/Анда/Електра (Рамат-га-Шарон) | 1999, 2001—2003, 2009—2010                                                              |
| Хапоель (Єрусалим)               | 1960                                                                                    |
| Хапоель (Ягур)                   | 1963                                                                                    |
| Маккабі (Ашдод)                  | 2012                                                                                    |

Найвищим досягненням ізраїльських збірних є друге місце на чоловічому чемпіонаті Європи 1979 року. У 1966 і 1974 роках чоловіча баскетбольна збірна Ізраїлю двічі ставала переможницею Азійських ігор (у 1970 році були завойовані срібні медалі). Юнацька збірна Ізраїлю (U-20) тричі (у 2000, 2004 і 2017 роках) ставала срібним призером європейської першості. Тель-авівський «Маккабі» шість разів вигравав найпрестижніший європейський клубний трофей - Кубок Європейський Чемпіонів з баскетболу (1977, 1981), Супролігу ФІБА (2001) і Євролігу (2004, 2005, 2014 року). «Маккабі» (Тель-Авів) також грав у фіналі баскетбольного Кубка володарів кубків (1967) і вісім разів — у фіналі Кубка Чемпіонів і Євроліги. Ще один ізраїльський клуб, «Хапоель» з Єрусалиму, завоював Кубок УЛЄБ 2003-2004 року, перемігши у фіналі мадридський «Реал», а жіночий клуб «Еліцур» (Рамла) виграв Кубок Європи ФІБА 2011 року.

### Гандбол
Чемпіонат Ізраїлю з гандболу серед чоловіків розігрується з 1955 року; нині[коли?] у гандбольній Суперлізі грають 12 команд. Жіночий чемпіонат Ізраїлю розігрується з сезону 1960/61 року; зараз у Національній лізі десять команд.
У чоловічому гандболі в останні десятиліття домінують команди з міста Рішон-ле-Ціон. В цілому «Хапоель» (Рішон ле-Ціон) ставав чемпіоном Ізраїлю 15 разів (у тому числі беззмінний чемпіон з 1993 по 2001 рік), «Маккабі» (Рішон ле-Ціон) — 11 разів (у тому числі й у 2010 році). Найтитулованішою жіночою командою є «Маккабі Араз» (Рамат-Ган) — 12 чемпіонських титулів. Останніми роками провідними є команди «Хапоель» (Петах-Тіква) і «Бней Герцлія».
Найвищими досягненнями ізраїльського гандболу є потрапляння чоловічої збірної до фінальної стадії чемпіонату Європи 2002 року (команда програла всі три матчі в групі і не вийшла в плей-офф), а також вихід «Маккабі» (Рішон ле-Ціон) в півфінал Кубка володарів Кубків 1984 року і «Хапоеля» (Рішон ле-Ціон) в чвертьфінал Ліги чемпіонів 2000 року. 2010 року молодіжна (U-20) збірна Ізраїлю також пробилася до фінального турніру чемпіонату Європи.

### Теніс
Про популярність тенісу в Ізраїлі свідчить той факт, що в країні діють 14 тенісних центрів, найбільший з них — у місті Рамат-га-Шарон у центрі країни. Трибуни центру в Рамат га-Шароні можуть вмістити до 4,500 тисяч глядачів. B 1979-1996 роках у Рамат-га-Шароны проходив турнір АТР — Відкритий чемпіонат Тель-Авіва (англ. Tel-Aviv Open). У Рамат-га-Шароні також проводився в 2008-2010 роках турнір серії ATP Challenger - Відкритий чемпіонат Ізраїлю з тенісу. Ейлат у другому десятилітті XXI століття тричі поспіль брав участь у I Європейсько-азійській групі жіночого тенісного Кубка Федерації, а з 2013 року там проходить великий турнір ITF Vanessa Phillips Women's Tournament.
Збірна Ізраїлю бере участь в Кубку Девіса з першого року після проголошення держави. Найвищим її досягненням стала участь в півфіналі Світової групи в 2009 році, найгіршим результатом — перехід до 2-ї Європейсько-Африканської групи в 2001 році). Найрезультативнішим гравцем збірної був Шломо Глікштейн — 44 виграних матчу, в тому числі 31 в одиночному розряді. Жіноча збірна Ізраїлю бере участь в змаганнях Кубка Федерації з 1972 року і п'ять років провела в Світовій групі. Найбільш успішно виступали за збірну Ципі Обзилер і Анна Смашнова-Пістолезі. 2008 року після програшів збірним Росії та Чехії збірна Ізраїлю опустилася в Другу світову групу, а наступного року, програвши збірним України та Естонії, втратила місце у вищому дивізіоні турніру.

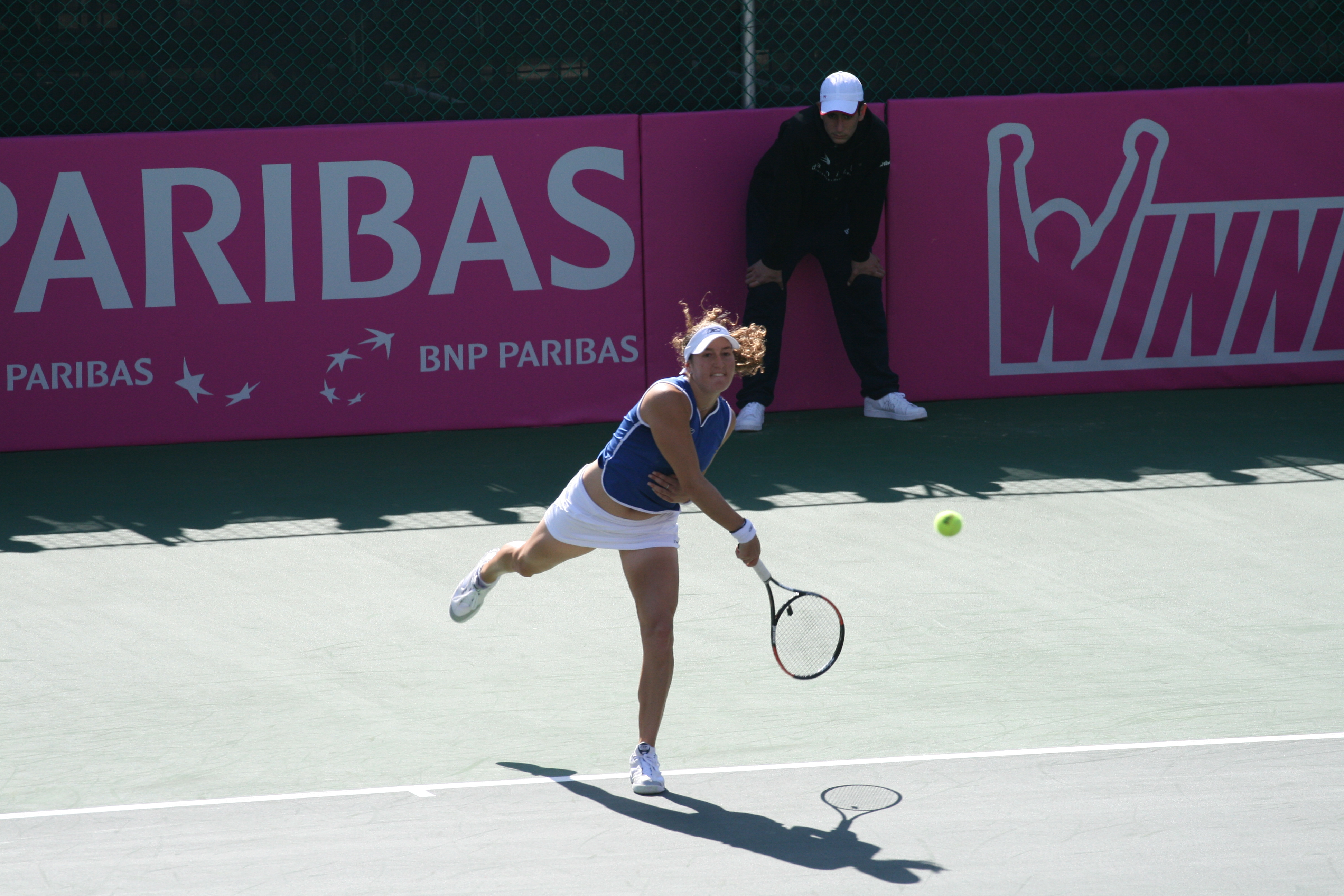
Сахар Пеєр в Кубку Федерації проти Дінари Сафіної

Найкращим результатом ізраїльських тенісистів на Олімпіадах було потрапляння Енді Рами та Йоні Ерліха в 1/4 фіналу в Афінах, де вони були посіяні восьмими, а потім у Лондоні, куди вони отримали wild card і в другому колі обіграли чинних олімпійських чемпіонів Федерера та Вавринку. У першому випадку ізраїльтяни програли майбутнім срібним призерам Олімпіади, а в другому - майбутнім чемпіонам.
Найвищі місця в професійних рейтингах в одиночному розряді серед ізраїльських тенісистів займали Амос Мансдорф, переможець шести турнірів ATP (18-е місце в 1987 році) і Сахар Пеєр (11-е місце в 2011 році). Анна Смашнова-Пістолезі  рекордсменка Ізраїлю за кількістю виграних турнірів в одиночному розряді (12 турнірів WTA). На початку XXI століття провідними ізраїльськими тенісистами були:
- у чоловічому парному розряді — Енді Рама та Йони Ерліх, переможці відповідно 19 і 18 турнірів ATP (з них 15 разом), в тому числі Відкритого чемпіонату Австралії 2008 року; Енді Рам, який завершив ігрову кар'єру в 2014 році, крім того, є дворазовим переможцем турнірів Великого шолома в змішаному парному розряді: в 2006 році він виграв Вімблдонський турнір у парі з Вірою Звонарьовою, а в 2007 році — Відкритий чемпіонат Франції з Наталі Деші;
- у жіночому одиночному розряді — Сахар Пеєр, переможниця шести турнірів WTA в одиночному розряді і ще трьох у парному; входила до світової двадцятки в одиночному розряді (з 13 листопада 2006 по 7 червня 2008 року, і знову — з березня 2010 року по травень 2011 року);
- у чоловічому одиночному розряді — Дуді Села, переможець 20 турнірів ATP Challenger Series; у 2009 році входив до числа 50 найсильніших тенісистів світу.

Ізраїльтянам тричі вдавалося виграти престижний юніорський турнір Orange Bowl, перемога в якому розглядається як запорука майбутніх успіхів у дорослому тенісі. 2001 року це зробила Сахар Пеєр у віковій категорії до 14 років, а пізніше Ішай Оліель домігся цього двічі — у 2012 році в категорії до 12 років і в 2014 році в категорії до 14 років. 2016 року 16-річний Оліель став також переможцем Відкритого чемпіонату Франції в парному розряді серед юнаків.

### Шахиташашки
Уже в середні століття такі раввіністичні авторитети, як Менахем Меїр, Авраам ібн Езра і Моше Ісерлес, рабини Анкони й Кремони позитивно відгукувалися про шахи, протиставляли їх азартним іграм й обговорювали право євреїв грати в шахи в суботу. З числа учнів єшив вийшло багато видних шахісти минулого. Емануїл Ласкер свого часу намагався пояснити традиційно велике представництво євреїв серед шахістів тим, що в результаті важких історичних умов єврех володіли фантазією і волею — якостями, необхідними шахісту. У самому Ізраїлі значну роль у розвитку шахів грали репатріанти з Радянського Союзу, а потім з країн СНД.
Шахові гуртки в Ерец-Ісраель стали з'являтися ще до плчатку Першої світової війни. З 1923 року в країні видавався шаховий журнал. У мандатний період на території Палестини діяло Шахове товариство Землі Ізраїлю (з 1949 року Шахова федерація Ізраїлю), під егідою якого з 1936 по 1945 рік були проведені перші п'ять чемпіонатів країни. У роки напередодні Другої світової війни збірна Палестини двічі брала участь в міжнародних шахових олімпіадах (в 1935 і 1939 році). Участь Ізраїлю в шахових Олімпіадах відновилося в 1952 році.
Першим чемпіоном мандатної Палестини став репатріант з Польщі Абрам Бласс. Іншим лідером палестинських, а потім ізраїльських шахів і шестиразовим чемпіоном Ізраїлю був репатріант з Німеччини Йосип Порат. На шаховій олімпіаді в Буенос-Айресі в 1939 році Порат показав найкращий результат на своїй дошці. 1937 року представниця Палестини, уродженка Бессарабії Мона Мей Карф (тоді Мона Ратнер) посіла шосте місце на чемпіонаті світу серед жінок. Ще два уродженця Польщі, Моше Черняк та Іцхак Алоні, були відповідно чотириразовим і триразовим чемпіонами Палестини й Ізраїлю.
У 70-і, а потім 90-ті роки двадцятого століття з двома потоками алії з країн колишнього СРСР до Ізраїлю прибув цілий ряд шахових гросмейстерів: Роман Джінджіхашвілі, Любов Крістол, Алла Кушнір, Володимир Ліберзон, а пізніше Борис Аврух, Борис Гельфанд, Лев Псахіс, Ілля Смірін, Еміль Сутовський, Леонід Юдасін й інші. В Ізраїль прибув також ряд провідних тренерів, що призвело в 90-ті роки до успіхів молодих ізраїльських шахістів на молодіжних і юніорських першостях світу. Серед останніх таких успіхів - виграш чемпіонатів Європи і світу 2009 року серед дівчат (до 14 років) ізраїльтянку Марсель Ефроімські, яка раніше вже перемагала на чемпіонаті світу серед дівчат до 12 років. Вихованцем тренера Еліяху Леванта, вихідця з СРСР, є також ізраїльський гросмейстер Алон Грінфельд.
Після приїзду численних сильних гравців шахової столицею країни стала Беер-Шева. Перша збірна Беер-Шеви багато років була беззмінним переможцем командної першості Ізраїлю, проте чемпіонати 2007 і 2008 років впевнено виграла команда Ашдода, з мінімальною перевагою перемогла і в першості 2009 року.
Ізраїль двічі приймав міжнародні шахові олімпіади: в 1964 році в Тель-Авіві і в 1976 році в Хайфі. Хайфського олімпіаду бойкотували СРСР, країн соцтабору та ряд країн третього світу, що дозволило жіночій збірної Ізраїлю, очолювану репатріанткою з СРСР, триразовою учасницею матчів на першість світу Аллою Кушнір, завоювати золоті медалі. Алла Кушнір при цьому показала найкращий результат на першій дошці — 7,5 очок у восьми партіях. Чоловіча збірна Ізраїлю добилася аналогічного успіху тільки через понад 30 років, на шахових олімпіадах 2008 і 2010 року, де завоювала відповідно срібні та бронзові медалі (при цьому в 2008 році в Дрездені в число призерів на своїх дошках потрапили ізраїльтяни Борис Гельфанд і Максим Родштейн, а через два роки в Ханти-Мансійську Еміль Сутовський показав найкращий результат на другій дошці). Перед цим збірна Ізраїлю двічі ставала срібним призером командного чемпіонату Європи з шахів (в 2003 і 2005 роках). Найтитулованішим з ізраїльських шахістів є Борис Гельфанд — володар Кубка світу з шахів 2009 року, переможець турніру претендентів 2011 року, призер чемпіонату світу 2007 року в Мехіко і учасник матчу за звання чемпіона світу 2012 року, а Еміль Сутовський носить звання чемпіона Європи 2001 року.

Шахісти Ізраїлю
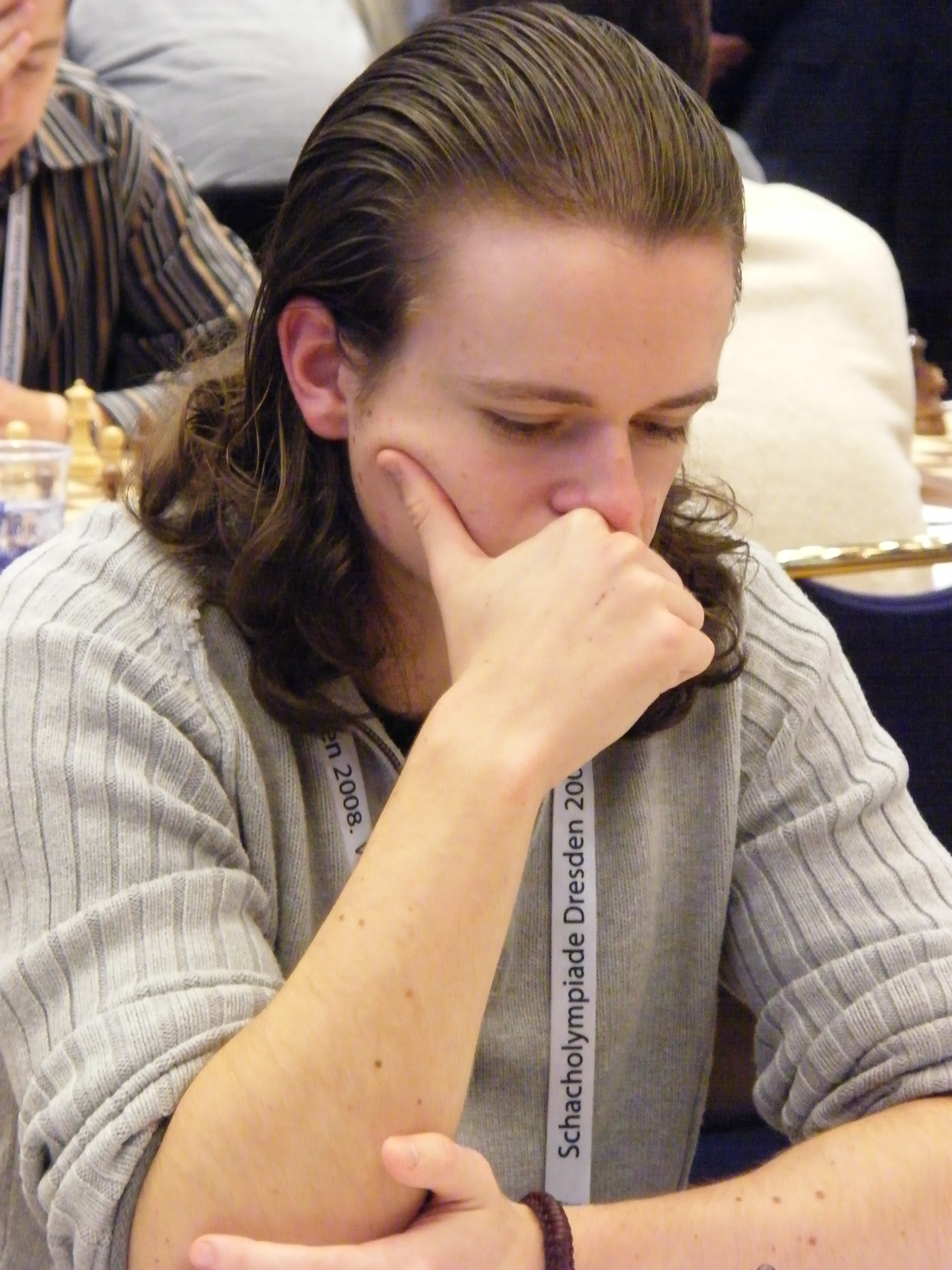
Максим Родштейн
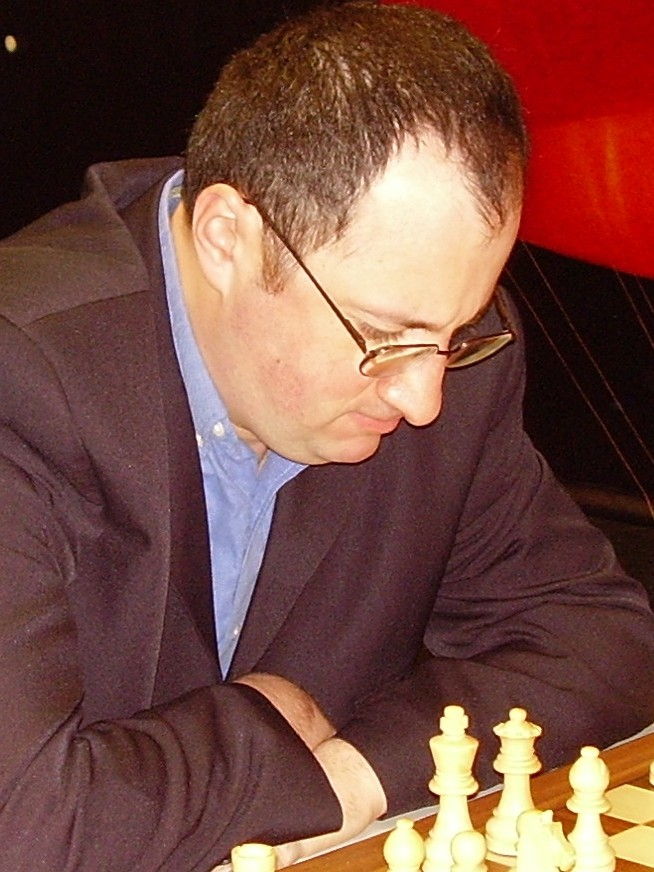
Борис Гельфанд
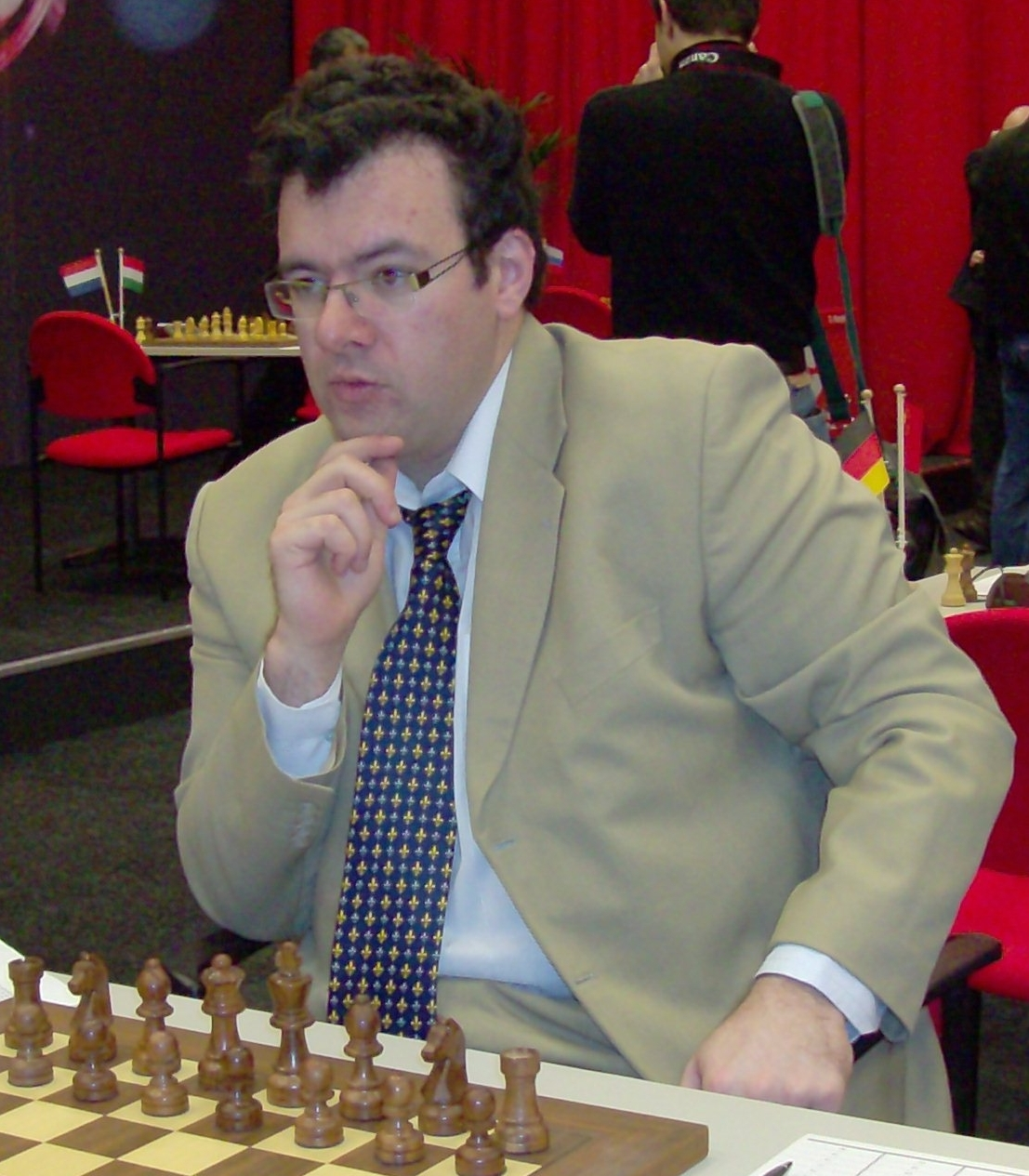
Еміль Сутовський
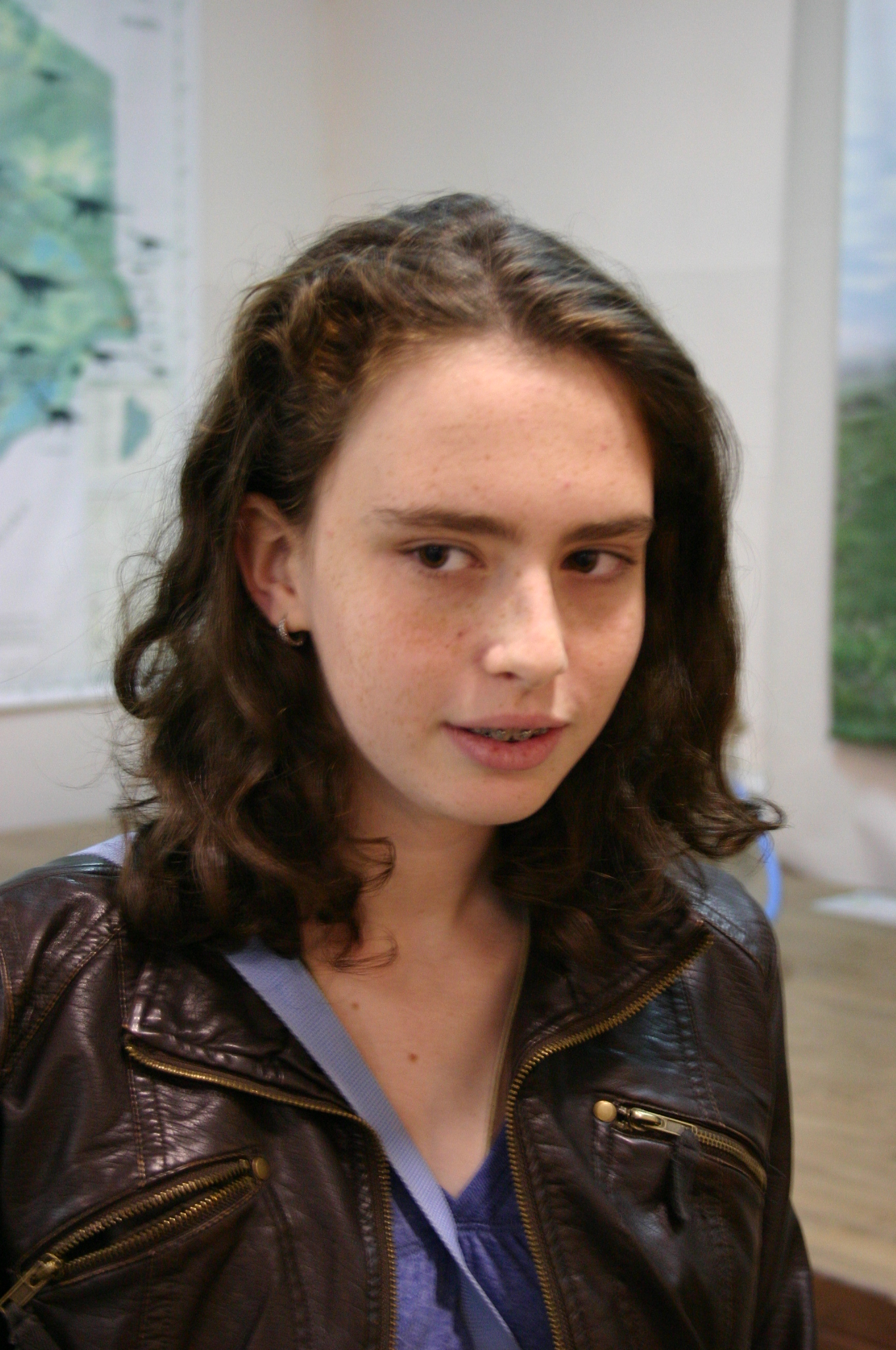
Марсель Ефроїмські

Окрім шахових олімпіад, Ізраїль неодноразово приймав й інші важливі міжнародні шахові турніри:
- У 1967 році в Єрусалимі пройшов молодіжний чемпіонат світу[81]
- У 1989 році Хайфа приймала у себе командний чемпіонат Європи з шахів[66]
- У 2005 році в Беер-Шеві пройшов командний чемпіонат світу з шахів[82]

Шаховий турнір в Нетанії залучав з початку 1960-х років багатьох сильних шахістів з-за кордону, в числі яких переможці турнірів 1968 року Роберт Фішер, 1969 року Самуель Решевський і 1975 Ян Тімман. Шахові турніри є також частиною змагальної програми на Маккабіадах.
У жовтні 2010 року ізраїльський гросмейстер Алік Гершон побив світовий рекорд за кількістю партій, зіграних у сеансі одночасної гри. Протягом 19 годин він провів 523 партії проти шахістів-любителів, вигравши 454 з них (86 %), програвши 11 і звівши внічию 58. Для встановлення рекорду потрібно було виграти не менше 80 % партій. Попередній рекорд, 397 перемог у 500 партіях, встановив у серпні 2009 року іранець Мортеза Магджуб, а в лютому 2011 року рекорд ізраїльтянина побив інший іранський шахіст, Ехсан Гаем Магамі.
У 2002, 2004 і 2006 роках Ізраїль переміг на чемпіонатах світу серед шахових програм (чемпіонат світу 2004 року проводився в Рамат-Ганського університеті Бар-Ілана). 2007 року ізраїльська програма «Deep Junior» виграла у програми «Deep Fritz» в організованому ФІДЕ «матч на абсолютну першість світу» з рахунком 4:2.
Ізраїльські шашкісти активно виступають на світовій арені після приїзду великої кількості гравців з колишнього СРСР. Засновником Федерації шашок Ізраїлю в 1974 році став Шломо Борохів, неодноразовий чемпіон Узбекистану з російських шашок; під його керівництвом збірна Ізраїлю завоювала бронзові медалі чемпіонату Європи з міжнародних шашок 1978 року. Останніми роками Ізраїль представляли багаторазовий чемпіон світу серед юніорів, призер чемпіонату світу 2000 року по бліцу Ігал Койфман, багаторазовий призер чемпіонатів СРСР Макс Шавель і автор підручників з шашкової гри Яків Шаус. 2000 року Тель-Авів і Рішон ле-Ціон приймали чемпіонат світу з блискавичної гри в шашки серед чоловіків, а в 2007 році це змагання прийняв Назарет-Ілліт.

## Вітрильний спорт

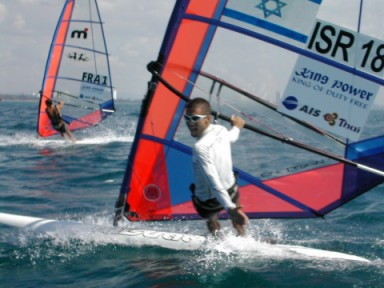
Дворазовий олімпійський медаліст і екс-чемпіон світу у віндсерфінгу Гал Фрідман

Ізраїльські яхтсмени перемагають на світових і європейських першостях починаючи з 1969 року, коли Лідія Лазарова і Цфанья Кармел виграли світове «золото» в класі яхт 420 (полегшена версія яхт класу 470). Відтоді ізраїльтяни завойовували нагороди всіх достоїнств у різних класах яхт, включаючи 470, 420 і вітрильну дошку різних моделей. Яхтсмени Йоель Села і Ельдад Амір (клас «Летючий голландець») боролися за медалі на Олімпіаді в Сеулі, але відмовилися брати участь в заїзді в Йом-Кіпур і в підсумку залишилися четвертими. Проте, станом на 2012 рік, вітрильний спорт є «наймедальнішим» для Ізраїлю на Олімпіадах — три медалі, включаючи «золото» Гала Фрідмана на парусній дошці «Містраль» (див. Ізраїль на Олімпійських іграх).
Ізраїльські міста Тель-Авів, Хайфа та Ейлат неодноразово брали найбільші міжнародні змагання з вітрильного спорту, включаючи першість світу в класі яхт 420 в 1970 і 1983 році, чемпіонат світу з віндсерфінгу в 1980 і 1996 році і чемпіонат світу в класі 470 в 1997 році. Чемпіонат Європи з віндсерфінгу 2009 року в класі RS: X пройшов у Тель-Авіві; чемпіоном Європи став ізраїльський спортсмен, бронзовий медаліст Олімпіади-2008 Шахар Зубарі. Місцем проведення чемпіонату світу 2010 року в класі 420 знову була обрана Хайфа.

## Водні види спорту
В Ізраїлі створено сприятливі умови для розвитку плавання: діють сотні басейнів, у тому числі й олімпійського зразка (з 50-метрової доріжкою), але здебільшого з більш короткими доріжками.
Ізраїльські плавці регулярно беруть участь в чемпіонатах Європи, світу та Олімпійських іграх, хоча їх результати часто далекі від чемпіонських. При цьому таблиця плавальних рекордів Ізраїлю оновлюється регулярно. Так, тільки за час пекінської Олімпіади були побиті чотири рекорди Ізраїлю. Останніми роками в олімпійських басейнах ізраїльтянам зрідка вдається потрапити до числа призерів великих міжнародних змагань; зокрема, Ейтан Урбах вигравав медалі європейської першості 1997 і 1999 на стометровій дистанції на спині, а в 2012 році його успіх повторив Яків Ян Тумаркин; Йоав Гат завоював бронзову медаль в цьому ж виді на дистанції 200 метрів на чемпіонаті Європи 2000 року, а Гай Барнеа - на 50-метровій дистанції на чемпіонаті Європи 2010 року. На цій же дистанції на чемпіонаті Європи 2012 року була завойована перша в історії Ізраїлю золота медаль континентальної першості, коли чемпіоном Європи став Йонатан Копелев (в цьому ж запливі Барнеа став бронзовим призером). Міхаель Халіка став срібним призером чемпіонату Європи 1999 року на 400-метровій дистанції комплексним плаванням, а Галь Нево завоював на цій дистанції «бронзу» в 2010 році. Халіка також тричі завойовував медалі Універсіад на цій дистанції: срібло в 1997 і 1999 році і бронзу в 2003 році; окрім Халіка, бронзову медаль на Універсіаді 2009 завоював також Гай Барнеа на дистанції 50 метрів на спині.
Великих успіхів ізраїльтяни домагаються на «короткій воді», де вони неодноразово ставали призерами чемпіонатів світу (Халіка — в плаванні комплексним стилем, Веред Бороховський — у плаванні стилем батерфляй). Останній успіх ізраїльтян у 25-метрових басейнах — дві срібні медалі Якова Тумаркіна на чемпіонаті Європи 2015 року, який проходив у Нетанії, на дистанціях 200 метрів на спині та 100 метрів комплексним плаванням. 2011 року в Ейлаті на чемпіонаті Європи з плавання на відкритій воді Михайло Дмитрієв на дистанції 5 кілометрів завоював першу для Ізраїлю медаль континентальної першості в цьому виді спорту.
Ізраїльтяни успішно виступають на юніорських чемпіонатах Європи та світу і на турнірах для спортсменів з обмеженими фізичними можливостями. Урі Бергман, Ізхара Коен, Моше Леві, Керен Лейбович, Іцхак Маміствалов - багаторазові чемпіони Паралімпійських ігор у плаванні. Наймасовішим аматорським змаганням з плавання в Ізраїлі є щорічний заплив на озері Кінерет. У 90-ті роки XX століття число учасників запливу коливалося від 8,5 тисячі до 15 тисяч. Заплив проводиться на дистанції 1,5 і 3,5 кілометра.
В останні роки в Ізраїлі також активно розвивається синхронне плавання. Найкращий ізраїльський дует, Анастасія Глушкова та Інна Йоффе, посів сьоме місце на європейській першості 2008 року і двічі представляв Ізраїль на Олімпійських іграх.

## Боротьба та бойові єдиноборства

### Боротьба
Найбільш значущих успіхів у класичній та вільній боротьбі домагалися репатріанти з колишнього СРСР, які виступали за Ізраїль. Так, у 2003 році чемпіоном світу в класичній боротьбі у ваговій категорії до 84 кілограмів став репатріант з Грузії Гоча Ціціашвілі. Призерами світових першостей серед дорослих ставали той же Ціціашвілі, Юрій Євсейчик (1998 рік, надважка вагова категорія) та Михайло Бейлін (2001 рік, категорія до 63 кілограмів) в класичній боротьбі і Віктор Зільберман (1974 рік, вагова категорія до 71 кілограма) — у вільній. На початку другого десятиліття XXI століття в ізраїльській вільній боротьбі виділялися успіхи Ілани Кратиш, яка двічі поспіль — у 2013 і 2014 роках — завоювала срібну медаль на чемпіонаті Європи.

### Дзюдо,тхеквондота інші бойові мистецтва
Дзюдо є найпопулярнішим в Ізраїлі видом єдиноборств, що демонструють успішні виступи ізраїльських дзюдоїстів на міжнародній арені. Окрім трьох олімпійських медалей (див. Ізраїль на Олімпійських іграх), ізраїльські спортсмени вдало виступають на світових і європейських першостях. Хоча першу золоту медаль чемпіонатів світу для Ізраїлю завоювала тільки в 2013 році Ярден Джербі, в Європі Аріель Зеєві тричі ставав чемпіоном у вазі до 100 кілограмів (усього в цій категорії він завоював вісім медалей на чемпіонатах Європи). Зєеві також був призером чемпіонату світу 2001 року в абсолютній ваговій категорії. Яель Арад також ставала чемпіонкою Європи (1993 рік, вагова категорія до 61 кілограма; віце-чемпіонка світу в тому ж році). Призерами чемпіонатів світу і Європи також ставали Орен Смаджа, Йоель Развозов, Гал Єкутіель, Андріан Кордон і Аліс Шлезінгер.
Ізраїль також був представлений на Олімпійських іграх 2004 і 2008 років переможницями представницьких міжнародних турнірів з тхеквондо, які були вибиті з олімпійського турніру на ранніх етапах. Тхеквондо в Ізраїлі — активно розвивається вид спорту. 2005 року ізраїльтянин Ілан Гольдшмідт завоював першу в історії Ізраїлю медаль чемпіонатів світу (бронза у ваговій категорії до 62 кілограмів), а в 2009 році Гіль Хаймович став першим в історії країни чемпіоном Європи серед юніорів. У травні 2010 року Бат-Ель Гатерер, яка перемогла на чемпіонаті Європи в спарингу в вазі до 57 кілограмів, стала першою чемпіонкою Європи з тхеквондо серед дорослих від Ізраїлю.
У 2010 році релігійна ізраїльтянка Шані Замор виграла Кубок єдності з панкратіону.

### Бокс
В аматорському боксі ізраїльтяни домагалися тільки епізодичних успіхів. Так, 1996 року бронзовим призером чемпіонату Європи у вазі до 51 кілограма став репатріант Владислав Найман, у 1998 році його успіх повторив Тофік Басісі, а через 12 років — Юсеф Абдельгані. Чергову бронзу на континентальній першості приніс Ізраїлю тільки в 2017 році Павло Іщенко, який виступав раніше за Україну, у ваговій категорії до 60 кг. 2009 року представник Ізраїлю Дан Аарон завоював срібну медаль на юніорському чемпіонаті світу (вік 15-16 років) у вазі до 66 кг — першу медаль чемпіонатів світу в історії Ізраїлю.
У той же час в професійному боксі Ізраїль представляли й представляють ряд провідних спортсменів. Світовими і міжконтинентальними чемпіонами з боксу ставали:
- Джохар Абу Лашин — ізраїльський араб з Назарета, який проживає в Маямі, чемпіон світу в легкій і другій напівсередній вазі за версіями Всесвітньої боксерської федерації (WBF) в 1993 році, Міжнародної боксерської організації в 1997 році і Міжнародного боксерської ради (IBC) в 1998 році[118][119];
- Роман Грінберг — міжконтинентальний чемпіон у важкій вазі за версією Міжнародної боксерської організації (IBO) з 2006 року, до кінця 2008 року отримав 27 перемог (18 з них нокаутом) при єдиній поразці; проживає в Лондоні[120];
- Юрій Форман — чемпіон світу за версією Всесвітньої боксерської асоціації (WBA) в другій напівсередній вазі[121]. Форман, який народився в Гомелі й проживає в Нью-Йорку, не зазнав за перші вісім років виступів у професійному боксі (з 2002 по 2009 рік) жодної поразки, свої перші бої програв лише в 2010 і 2011 роках[121][122].
- Хагар Шмоулефельд Файнер — проживає в Тель-Авіві чемпіонка світу з боксу у ваговій категорії до 52,5 кілограмів за версією Жіночої міжнародної федерації боксу (WIBF)[123]. Завоювала чемпіонський титул 10 жовтня 2009 року, перемігши в Дармштадті (Німеччина) Оксану Романову[124]. 18 січня 2010 року захистила титул в бою з сербської боксеркою Флейс Дженджи, а потім захистила його 29 квітня 2010 року, здобувши перемогу над латвійською боксеркою Агнес Боза[124], в п'ятому раунді бою відправивши суперницю в нокаут[125].

### Ізраїльські бойові мистецтва
Розроблена фахівцями Армії оборони Ізраїлю система контактного бою «крав мага» (івр. קרב מגע) з 1980-х років поширюється у світі, насамперед в США.

## Легка атлетика
Легка атлетика в Ізраїлі не входить до числа найпопулярніших видів спорту. Поодинокі успіхи ізраїльських легкоатлетів різко виділяються на тлі відсутності масового легкоатлетичного руху. Характерним є той факт, що національний рекорд в бігу на 100 метрів, встановлений Естер Рот-Шахаморов на Олімпіаді 1972 року в Мюнхені (11,45 секунди), до сих пір залишається непобитим (поліпшення результату на три сотих секунди, досягнуте в 2014 році Ольгою Ленскі, не було зараховано в зв'язку з неявкою на допінг-пробу). Рот-Шахаморов — п'ятиразова чемпіонка Азійських ігор 1970 і 1974 року в бігу на короткі дистанції і єдина ізраїльська легкоатлетка, яка виступала в олімпійському фіналі в біговій дисципліні (Монреаль-1976, шосте місце в бігу на 100 метрів з бар'єрами). 1999 року Рот-Шахаморов була удостоєна Премії Ізраїлю в галузі фізкультури і спорту; вона також удостоєна Олімпійського ордена.
В останні десятиліття успіхів в міжнародних легкоатлетичних змаганнях домагаються переважно легкоатлети-репатріанти. У марафоні на двох Олімпіадах і трьох чемпіонатах світу Ізраїль представляв Хайле Сатаін, який репатріювався з Ефіопії в 1991 році. Євген (Дані) Краснов та Костянтин Матусевич виступали у фіналах світових першостей та Олімпійських ігор у стрибках з жердиною і стрибках у висоту (Матусевич завершив виступи на Олімпіаді 2000 року в Сіднеї на п'ятому місці). Але найбільших успіхів досяг репатріант з Іркутська Алекс Авербух. Авербух — дворазовий призер легкоатлетичних чемпіонатів світу в стрибках з жердиною і триразовий чемпіон Європи (2000, Гент — у залах, 2002 Мюнхен, і 2006, Гетеборг) у цій дисципліні. З відходом Авербуха зі спорту після Маккабіади 2009 ізраїльська легка атлетика надовго залишилася без спортсменів світового класу. Певні надії покладалися на стрибунів у висоту Нікі Паллі, дворазового призера юніорських чемпіонатів світу, і Дмитра Кройтера, переможця юнацького чемпіонату світу 2009 року і юнацьких Олімпійських ігор 2010 року, а також репатріанта з Харкова Дмитра Глущенка, фіналіста європейської першості 2005 року в залах на дистанції 200 метрів. Але наступну медаль на змаганнях вищого рівня Ізраїль отримав тільки на початку 2015 року, коли уродженка України Ганна Князєва-Міненко стала третьою в потрійному стрибку на чемпіонаті Європи в приміщеннях; влітку того ж року Князева стала срібним призером чемпіонату світу.
Одним з масових легкоатлетичних змагань, які проводяться в Ізраїлі, є «Марафон Кінерета», який щорічно збирає тисячі учасників. Проводяться марафонські і полумарафонскіе забіги в Тель-Авіві, Бейт-Шеані та Ейн-Геді, а також 12-кілометровий міжнародний крос навколо гори Фавор.

## Важка атлетикатапауерліфтинг

### Важка атлетика
Серед важкоатлетів Ізраїлю найбільш відомі Давид Бергер, Йосеф Романо і Зєев Фрідман, убиті в результаті теракту на Мюнхенській Олімпіаді. Однак в історії ізраїльської важкої атлетики, окрім цієї трагічної сторінки, є також і ряд спортивних досягнень. Так, у 1992 році срібним призером чемпіонату Європи у важкій вазі став виходець з СРСР Юрій Дандік, у тому ж році третє місце в середній вазі зайняв Олег Садиков, а в 1996 році В'ячеслав Івановський взяв «бронзу» в напівважкій вазі (Івановський пізніше виїхав з Ізраїлю і став чемпіоном Європи 1998 року під прапором Росії). Ще дві європейських бронзових медалі були завойовані в 1974 році. Однак ні на чемпіонатах світу, ні на Олімпійських іграх ізраїльтяни медалей не завойовували; найкращими результатами на Олімпіадах були п'яте місце Едуарда Вайца і шосте — Андрія Денисова (обидва на Олімпіаді 1976 року в Монреалі).

### Пауерліфтинг
Якщо у важкій атлетиці успіхи ізраїльських спортсменів рідкісні, то пауерліфтери гідно виступають на міжнародних змаганнях найвищого рівня. У травні 2009 року на чемпіонаті Європи з пауерліфтингу (версія GPC) четверо ізраїльських спортсменів отримали вісім медалей, в тому числі шість золотих. При цьому ізраїльтяни встановили декілька європейських і світових рекордів. Ірина Шехтер, яка виступила у ваговій категорії до 67,5 кілограмів, на чемпіонаті Європи 2009 року з сумою триборства показала результат 420 кг і завоювала «золото», а в жимі лежачи - «бронзу». Її тренер Валерій Томилов з результатом 205 кг став у своїй категорії чемпіоном Європи з жиму, а в триборстві завоював «срібло».
У листопаді 2009 року на чемпіонаті світу в активі ізраїльської команди 6 золотих і 2 срібних медалі з жиму, 3 золотих і 1 бронзова з пауерліфтингу. Чемпіонка світу 2009 року Ірина Шехтер встановила новий європейський рекорд по жиму лежачи в категорії до 60 кілограмів.
На чемпіонаті півночі Ізраїлю з жиму 15 травня 2010 року Ірахміель Еренштейн (1933 року народження) встановив новий світовий рекорд в ветеранській (75-79 років) категорії до 82,5 кг за версією Світового Конґресу пауерліфтингу (WPC), на 2,5 кілограма поліпшивши колишній рекорд в цій категорії. На чемпіонатах світу 2011 року за версіями GPC і WPC 19 ізраїльтян завоювали понад 20 золотих медалей і встановили п'ять світових рекордів (у тому числі два на рахунку Ірини Шехтер). Ізраїль представляли спортсмени віком від 8 до 75 років.

## Гімнастика
Ізраїльська гімнастика зробила якісний стрибок у розвитку до середини першого десятиліття XXI століття, коли ізраїльські представниці в художній гімнастиці, в більшості своїй репатріантки з колишніх радянських республік, почали займати місця недалеко від п'єдесталу на чемпіонатах світу та Олімпійських іграх. Найвищими досягненнями ізраїльської художньої гімнастики дотепер стали п'яте місце збірної Ізраїлю у вправах зі скакалками на чемпіонаті світу 2007 року і в вправах з обручами на чемпіонаті світу 2009 року і шосте — в груповому багатоборстві на Олімпіаді 2008 року в Пекіні. На чемпіонаті Європи 2009 року в Баку збірна Ізраїлю стала четвертою в багатоборстві. В індивідуальних змаганнях перші призові місця на «дорослому» рівні завоювала в листопаді 2009 року на турнірі Гран-Прі в Берліні Ірина Рісензон, а в 2011 році Нета Рівкін стала призером спочатку європейського, а потім і світової індивідуальної першості. Збірна Ізраїлю займає призові місця на етапах Кубка світу, починаючи зі змагань 2010 року в Дебрецені, де вона стала третьою у вправах з обручами, а в чемпіонатах Європи їй вдалося піднятися на п'єдестал у 2014 році, завоювавши бронзові медалі в багатоборстві. Останніми роками в Холоні щорічно проходить один з етапів європейського Гран-прі з художньої гімнастики; там же в 2016 році пройшов чемпіонат Європи з цього виду спорту, на якому господині змагань завоювали три медалі в групових вправах, в тому числі й одну золоту.
Спортивною гімнастикою займаються лише деякі ізраїльтяни, і довгий час тільки репатріант з Узбекистану Олександр Шатілов показував стабільно високі результати на міжнародному рівні. Шатілов, який спеціалізується на вільних вправах, неодноразово ставав призером міжнародних змагань саме в цій дисципліні; в тому числі він став переможцем етапу Кубка світу 2008 року в Глазго, випередивши чемпіона світу Дієго Іполіто. У тому ж році на Олімпіаді Шатилов потрапив у фінал у вільних вправах і посів у підсумку восьме місце. На чемпіонаті Європи 2009 року Шатилов посів восьме місце в багатоборстві і завоював першу в історії Ізраїлю медаль гімнастичних першостей Європи — «бронзу» у вільних вправах, а через півроку завоював медаль цього ж достоїнства і на чемпіонаті світу, ставши також першим ізраїльським призером світової першості з гімнастики. 2010 року Шатилов завоював золоту медаль у вільних вправах на Кубку світу з художньої гімнастики, який проходив у Глазго, на чемпіонаті Європи 2011 року став срібним призером і, нарешті, на чемпіонаті Європи 2013 року вперше в кар'єрі став континентальним чемпіоном.
У 2009 році ще одна спортивна гімнастка з Ізраїлю, нова репатріантка Валерія Максюта, почала показувати стабільно високі результати на етапах Кубка світу, регулярно потрапляючи в фінал в одному або двох вправах, а на чемпіонаті Європи-2011 стастала однією з фіналістів і в багатоборстві. 2017 року срібну медаль чемпіонату світу у вільних вправах завоював представник Ізраїлю Артем Довгоп'ят.

## Стрільба
Ізраїльські стрілки з початку 90-х років двадцятого століття регулярно домагаються вагомих успіхів у міжнародних змаганнях. У першій половині 90-х років вдало виступали на чемпіонатах світу Борис Поляк (пневматична гвинтівка, чемпіон світу і Європи 1994 роки) і Алекс Трипольський (пневматичний пістолет, віце-чемпіон світу 1995 года). Тепер[коли?] серед провідних представників Ізраїлю в стрільбі — Алекс Данілов, призер чемпіонату світу 2002 року в стрільбі зі стандартного пістолета на дистанції 25 метрів і чемпіон Європи 1999 і 2000 року в стрільбі з пневматичного пістолета на дистанції 10 метрів, і Гай Стáрік, чемпіон Європи 2005 року в стрільбі з гвинтівки, багаторазовий переможець етапів Кубка світу, учасник чотирьох Олімпіад і один з власників світового рекорду в стрільбі лежачи на дистанції 50 метрів. Серед переможців етапів Кубка світу в останні роки також Даніель Рут (малокаліберна гвинтівка, 2005), Гіль Симкович (малокаліберна гвинтівка, 2007) і Сергій Ріхтер (пневматична гвинтівка, 2009).

## Зимові види спорту

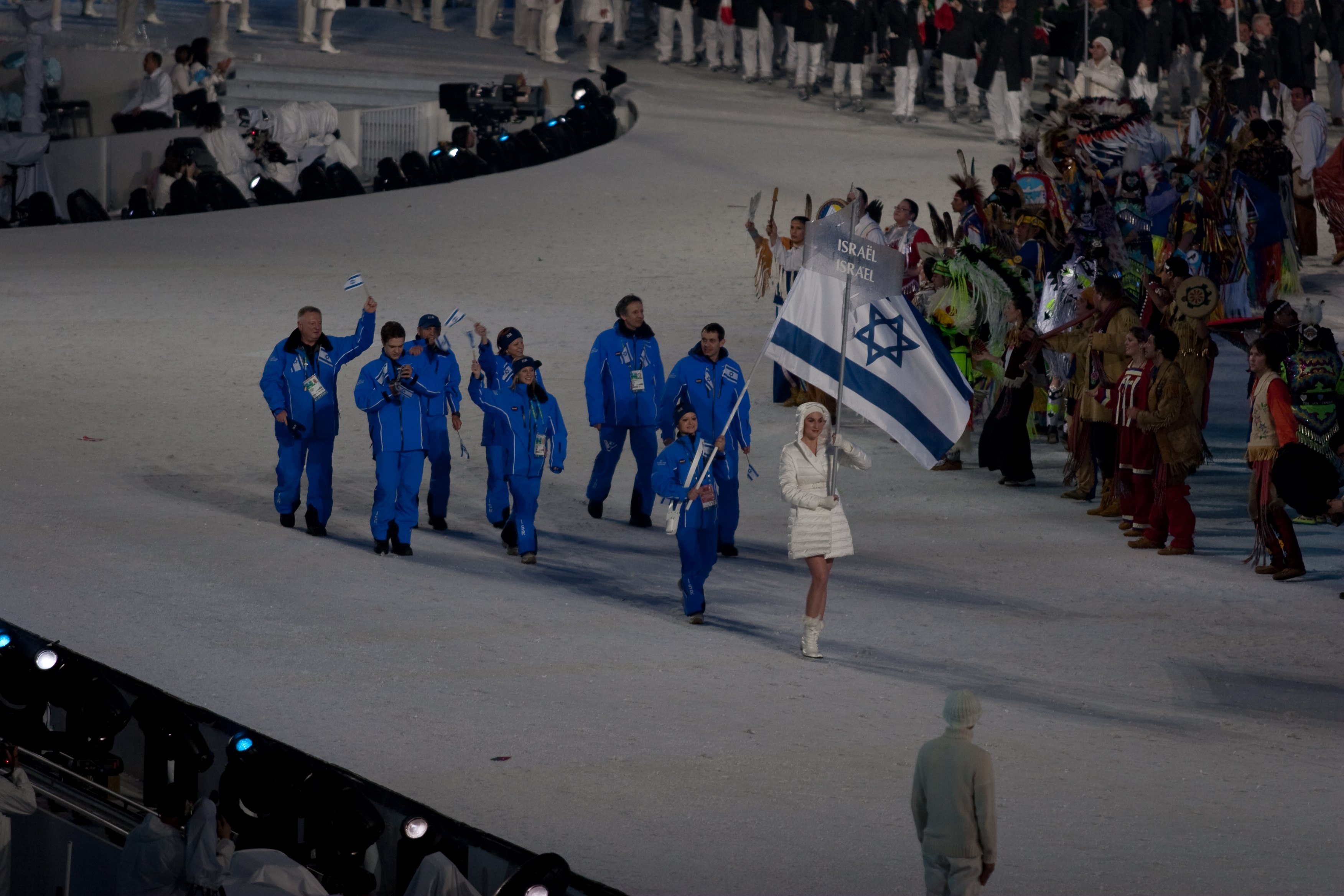
Ізраїльська делегація на відкритті зимової Олімпіади у Ванкувері

Ізраїльський клімат не дозволяє зимових видів спорту розвиватися в цій країні. Попри існування гірськолижного курорту на горі Хермон, серед учасників великих турнірів з гірськолижних видів спорту ізраїльтян практично немає, і те ж саме стосується лижних гонок, стрибків з трампліну, санного спорту й біатлону. Трохи краще становище в тих видах спорту, змагання з яких проходять у закритих приміщеннях. З кінця 80-х років XX століття в Ізраїлі набирає популярність хокей; у дорослих командах грають переважно вихідці з країн колишнього СРСР і Північної Америки, але в юнацьких командах постійно зростає відсоток уродженців Ізраїлю. Ізраїльська асоціація хокею й фігурного катання утворилася в 1988 році. Пізніше в 1994 році утворилися самостійні федерації: Федерація фігурного катання Ізраїлю і Федерація хокею Ізраїлю. Збірна Ізраїлю з хокею із шайбою, як правило, виступає у Другому дивізіоні чемпіонатів світу з хокею. Найбільшою її удачею був вихід у 2005 році в Перший дивізіон, де вона протрималася тільки один рік, а найгіршим результатом — виліт у 2010 році в Третій дивізіон. 2007 року в Метулі пройшов перший Всесвітній єврейський хокейний турнір; другий такий турнір пройшов у 2009 році. Матчі національної першості проходять в Метулі, де тривалий час діяла єдина в країні ковзанка олімпійського зразка (в березні 2013 року в місті Холон відкрився другий льодовий палац «Айс Пікс»). В Ізраїльській хокейній лізі в сезоні 2012/13 років 15 команд були розділені на Вищу та Національну ліги; у Вищій лізі грали 7 команд з шести міст — Метула, Бат-Яма, Кфар-Сави, Хайфи, Маалота і Рішон-ле-Ціона. Географія і кількість команд, які грають в хокей з шайбою, розширилися з додаванням команд, які грають в інлайн-хокей і починаючи з сезону 2017/18 років чемпіонат Ізраїлю став проходити в трьох лігах: вищій лізі — 10 команд з 9-ї міст, лізі Леуміт (національна) — 8 команд і лізі арціт — 11 команд.

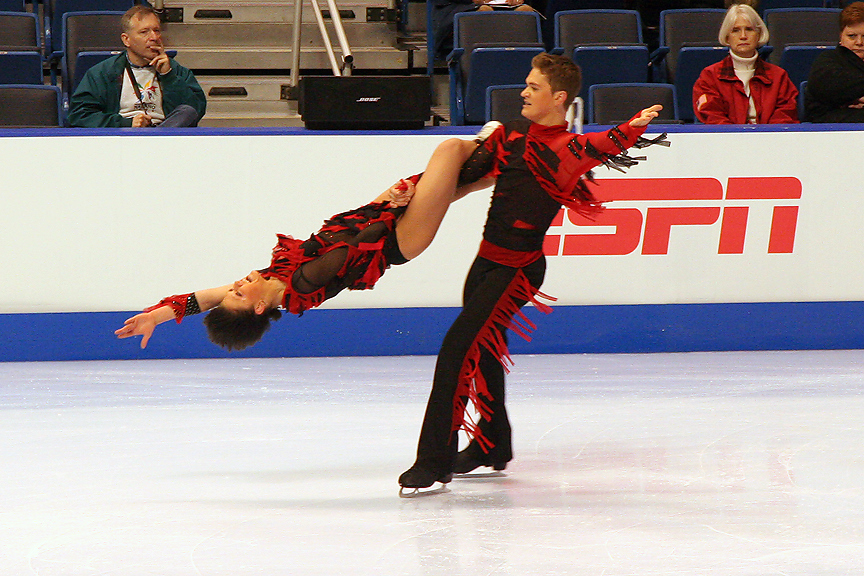
Олександра і Роман Зарецькі

Найкраща ситуація з фігурним катанням, в якому також провідні ролі відіграють вихідці з СРСР і Північної Америки. Ізраїльська федерація фігурного катання прийнята в Міжнародний союз ковзанярів тільки в 1993 році, а на Олімпіаді 1994 року в Ліллегаммері Ізраїль був представлений колишнім одеситом Михайлом Шмеркіним. Згодом на трьох зимових Олімпіадах поспіль Ізраїль був представлений у танцях на льоду парою Галіт Хайт—Сергій Сахновський (найкращий результат — 6 місце на іграх в Солт-Лейк-сіті). У тому ж 2002 році пара єдиний раз в історії ізраїльського фігурного катання завоювала бронзові медалі чемпіонату світу. Хайт і Сахновський також багаторазово ставали призерами етапів Гран-прі з фігурного катання: Skate America, Skate Canada, Cup of Russia, Cup of China, Bofrost Cup, NHK Trophy. Інша ізраїльська танцювальна пара, Олександра й Роман Зарецькі, також брала участь в Олімпіаді в Турині, перемогла на зимовій Універсіаді 2009 року в Харбіні, а через рік на Олімпіаді у Ванкувері замкнула десятку найсильніших. Тренером Зарецьких після свого відходу зі змагань стала Галіт Хайт, яка готувала їх у тому числі й до ванкуверської Олімпіади. Зарецькі завершили виступи після сезону 2009/10 років у зв'язку з відсутністю фінансової підтримки з боку Ізраїльської федерації фігурного катання й оголосили про намір розпочати тренерську кар'єру. Спортсмени, які представляють Ізраїль у фігурному катанні, переважно живуть і тренуються в США. У самому Ізраїлі фігурне катання майже не розвивається через відсутність ковзанок.

## Ізраїль в Олімпійському русі
Ізраїль бере участь в Олімпійських іграх, починаючи з 1952 року. На Олімпіаді в Гельсінкі Ізраїль був представлений 25 спортсменами в 5 видах спорту, в тому числі 12 гравцями баскетбольної збірної. Найбільшим в історії стало представництво Ізраїлю на Іграх 2016 року в Ріо-де-Жанейро — 48 спортсменів, у тому числі збірна з художньої гімнастики.
На літніх Олімпійських іграх 1972 року в Мюнхені бойовики організації ФАТХ вбили двох представників ізраїльської делегації, захопили в заручники ще 9 ізраїльських спортсменів і зажадали звільнення сотень членів Організації визволення Палестини і ряду східноєвропейських терористів з ізраїльських в'язниць. В результаті невдалої операції зі звільнення заручників всі вони були вбиті. Загинув також один поліцейський, який брав участь в операції. Попри пропозиції про припинення Ігор, за наполяганням президента МОК Брендеджа було ухвалено рішення продовжити їх після одноденної перерви.
Перші медалі ізраїльська команда завоювала лише через сорок років після початку участі в Олімпійських іграх, на Іграх 1992 року в Барселоні. Відтоді, за винятком 2008 року, ізраїльтяни потрапляють в число олімпійських призерів на кожних Іграх; було завойовано в цілому дев'ять медалей, п'ять з них у дзюдо і ще три в вітрильному спорті.

### Ізраїльтяни — призери Олімпійських ігор[179]
| Медаль | Спортсмен        | Олімпіада             | Вид спорту          | Категорія                  |
| ------ | ---------------- | --------------------- | ------------------- | -------------------------- |
|        | Яель Арад        | 1992 — Барселона      | Дзюдо               | До 61 кг (жінки)           |
|        | Орен Смаджа      | 1992 — Барселона      | Дзюдо               | До 71 кг (чоловіки)        |
|        | Гал Фрідман      | 1996 — Атланта        | Вітрильний спорт    | Вітрильна дошка «Містраль» |
|        | Михайло Калганов | 2000 — Сідней         | Гребля на байдарках | Байдарка-одиночка, 500 м   |
|        | Гал Фрідман      | 2004 — Афіни          | Вітрильний спорт    | Вітрильна дошка «Містраль» |
|        | Аріель Зеєві     | 2004 — Афіни          | Дзюдо               | До 100 кг (чоловіки)       |
|        | Шахар Цубері     | 2008 — Пекін          | Вітрильний спорт    | Вітрильна дошка RS: X      |
|        | Ярден Джербі     | 2016 — Ріо-де-Жанейро | Дзюдо               | До 63 кг (жінки)           |
|        | Ор Сассон        | 2016 — Ріо-де-Жанейро | Дзюдо               | Понад 100 кг (чоловіки)    |

### Маккабіади й регіональні Ігри
З 1932 року, а з 1953 року регулярно, раз на чотири роки, в Ізраїлі проводиться Маккабіада, в якій нині[коли?] беруть участь як єврейські спортсмени всього світу, так і громадяни Ізраїлю неєврейського походження. Учасниками Маккабіад були такі спортсмени, як Марк Шпіц, Ленні Крайзельбург, Джейсон Лезак, Вадим Гутцайт, Ніколас Массу, Агнеш Келеті, Валерій Бєлєнький, Юдіт Полгар і багато інших чемпіони світу та Олімпійських ігор. Маккабіада — одна з семи світових змагань, офіційно визнаних Міжнародним Олімпійським комітетом. Маккабіада 1977 року побила рекорд Близького Сходу за кількістю учасників (2700 спортсменів з 33 країн в 26 видах спорту), і відтоді це число продовжувало зростати, так що до кінця 90-х років XX століття Маккабіансські гри були третім за кількістю учасників спортивною подією в світі після Олімпіад й Універсіад. 2005 року в XVII Маккабіаді взяло участь понад 7000 спортсменів з 55 країн, а на Маккабіаду 2009 року було заявлено понад 7300 спортсменів з понад 60 країн. В останні десятиліття, у міру того, як великі єврейські клуби за кордоном переносять акцент зі спорту досягнень на масову участь членів єврейських громад в спортивному дозвіллі, на Маккабіада зростає число учасників в традиційно аматорських видах спорту, таких, як бадмінтон, боулінг, крикет, сквош і бридж.
Ізраїльські спортсмени взяли участь в п'яти Азійських іграх, з 1954 по 1974 рік, з перервою в 1962 році, коли команди Ізраїлю та Китайської Республіки (Тайваню) рішенням країни-організатора, Індонезії, попри заперечення МОК і ряду міжнародних спортивних федерацій, не були допущені до участі в іграх. Попри окремі успіхи індивідуальних спортсменів, таких, як Естер Рот-Шахаморова, і команд в ігрових видах спорту (виграш баскетбольного турніру в 1974 році), Ізраїль жодного разу не входив жо числа лідерів в загальнокомандному заліку. Після 1974 року участь Ізраїлю в Азійських іграх торпедувати арабськими країнами-учасницями. Під тиском арабських країн Ізраїль з моменту свого виникнення також був вилучений з числа країн-учасниць Середземноморських ігор.

### Паралімпіади й Універсіади
Ізраїльські спортсмени з обмеженими фізичними можливостями беруть активну участь в Паралімпійських іграх. Треті літні Паралімпійські ігри пройшли в 1968 році в Тель-Авіві. На цій Паралімпіаді ізраїльська збірна увійшла в трійку найсильніших в загальнокомандному заліку; цей успіх вона повторила і на Паралімпійських іграх 1976 року в Торонто. В цілому за 13 літніх Паралімпіад ізраїльські спортсмени з обмеженими фізичними можливостями завоювали 358 медалей (чотирнадцятий результат в загальнокомандному заліку).
Члени створеного в 1953 році студентського спорттовариства АСА регулярно, починаючи з 1954 року, беруть участь в Універсіадах.